# Нова ливада
Нова ливада е село в Южна България. То се намира в община Ивайловград, област Хасково.